# 這個勇者明明超TUEEE卻過度謹慎
《這個勇者明明超TUEEE卻過度謹慎》是一部由日本作家土日月所撰寫的小說，插畫由豐田瑣織負責。标题里面是日本網路用语，直译为“我超强”，可专指主角实力强劲大杀四方的一类作品。
2016年6月4日，本作於KADOKAWA旗下的網路小說平台KAKUYOMU上連載。2017年2月，KADOKAWA BOOKS發行本作的首本單行本。另外，由擔任作畫的同名漫畫作品於2018年11月開始在《月刊龍時代》上連載。電視動畫則於2019年10月至12月播放，共12集。

## 故事簡介
新人女神莉絲妲黛為了拯救超難模式的世界，而召喚了勇者。雖然被召喚的龍宮院聖哉能力值極高，但他卻謹慎到超乎想像。他不僅囤積大量的道具，還會自主訓練到滿等為止，他的謹慎程度是連攻擊史萊姆都會全力以赴。如此謹慎的勇者和被他耍得團團轉的女神，兩人的冒險旅程就此展開。

## 登場角色

### 主要角色
龍宮院聖哉（Seiya Ryūgūin，聲：梅原裕一郎）
本作主角。身高超過180公分。長相帥氣。性格冷淡多疑（如認為所有食物都有下毒的可能，因此除了莉絲妲黛製作的食物外，基本上不食用任何人準備的食物）。經常表現的目中無人、過於冷靜、理性且不近人情，有著近似病態的謹慎個性，時刻保持高度警惕，不做好萬全的準備絕不上戰場（如第一次出发至盖亚布兰德的前一周，一直在神界独自锻炼肌肉以提升能力值。）。
出身日本，為新人女神莉絲妲黛所召喚的勇者，基础能力值很高，固有技能是『經驗值获得量增加』，因此等级上升速度很快，每次準備好出發前的口頭禪為「Ready perfectly」（準備萬全）。
學習能力卓絕，幾乎沒有學不會的魔法或格鬥招式，許多魔法更是看一遍就會（如火焰弓箭、職業轉換、鑑定等），能夠熟練且靈活地綜合運用各種魔法與格鬥招式，被喻為「一億人中才會有一個的天才」。
因為謹慎多疑的性格，故慣性囤積大量的道具與武器（例如劍、铠甲、药水、解毒草药、烟雾弹等），並且熱衷於修練各種屬性的魔法（尤其熱衷使用莉絲妲黛的毛髮以『合成魔法』造出各種武器與裝備）與格鬥招式（如因考慮到各種無法使用劍的情形，而學習打擊系招式），以避免過於依賴特定屬性魔法或特定武器的情形（如本身擅長火焰魔法，基本上無法使用屬性相衝突的冰結魔法，但透過合成出冰屬性手環來克服）。
內心有溫柔的一面，不願意犧牲任何夥伴或讓夥伴遭遇任何危險，因此比起拯救世界甚至会优先选择拯救伙伴；但實際表現卻是對夥伴毒舌，也对异种族存在偏见，不过在莉丝妲黛被他人指责时会发替她驳斥；。
拯救世界時極重視效率與安全，在特定條件下道德感會非常低，因此多次做出不符和世俗期盼的勇者所具有的行為，在攻略伊克斯佛利亞、扭曲的蓋亞布蘭德時表現的尤為明顯。
受到召喚時為與莉絲妲黛唱反調，故意改口說了屬性而不是觀看自身能力的能力值，因而發現了沒能拯救上個世界的自己所留下用來警惕的話語。
在與蓋亞布蘭德魔王決戰時，能力已經成長至上限；但因種種因素而沒能獲得聖劍及聖鎧故無法對魔王造成傷害，而且魔王持有可以直接伤害保存勇者本体灵魂「连锁魂破坏」魔导具武器。战斗中，圣哉利用召唤出天狱门用来固定魔王的针和莉丝妲黛的毛发人偶合成了「不存在此世的冥界之剑」来施展『冥王贯通击』招式成功伤害打落魔王进入天狱门，魔王顽强抵抗时再使用破壞術式——第二天獄門將魔王彻底消灭，成功拯救盖亚布兰德。但即使这样，虽然有莉丝妲黛突破神法全力施展治愈之力，最后也不敌召唤第二次術式代價而全身爆裂死去。後受到天界大女神伊希絲妲的幫助以及魔导具「连锁魂破坏」的效果已经被第二次召唤的天狱门抵消的缘故，再次被莉絲妲黛召喚。不仅能力被初始化，而且须前往之前拯救失敗的原B級、現遭到魔王征服而化為魔界的SS級別世界——伊克斯佛利亞。
實際上是第二次受到召喚的勇者，在一百年前受到「封印的女神」－阿麗雅朵亞的召喚成為伊克斯佛利亞的勇者，與出身该世界的轉生成治癒女神前的莉絲妲黛為戀人。其本來的個性很討厭訓練和升级，是只顧往前衝的類型；口头禅是「Gonna be OK」（會沒事的）；即使如此，在戰鬥上有天生的才能，即使等級比對方低，即使不做準備，依舊能勉強打倒敵人；因為這個性成為了最終討伐魔王時造成所有隊伍成員遭到魔王滅團的理由，雖然死後回到了日本，但也因為沒救到伙伴的悔恨刻印在他的靈魂上，成為日後個性變得極為謹慎的理由。
其謹慎的程度至打死魔物後都還不死心地將其屍骸消滅至連奈米都不剩，但沒想到這種病態般的行為卻意外地影響了遙遠的未來，於伊克斯佛利亞與「死皇」席爾修特一戰時，拜此行為所賜而將席爾修特逼入絕境，並以過去的自己傳授於他的秘儀「吸收動力解放」轉化為原創奧義「突破極限型．幽滅靈劍」，將席爾修特一擊秒殺，屍骨無存。
伊克斯佛利亞篇時，經大女神伊希絲妲告知後，得知自己背負著前世的親生女兒「殺子」的性命安危而與神皇一戰，手刃神皇後，靠著推理找到了「混色髮的惡魔」真身，為本作的幕後黑手「暴虐之神」梅爾賽斯，與其進行談判，在談判破裂的情況下返回統一神界與創造之神商量對策，但對方將他強制遣返現代日本。
據伊希絲塔所言，自從他打倒了「獸皇」葛蘭多雷翁之後，伊克斯佛利亞中已經沒有敵人能對他造成威脅了，且實力已經成長為神界歷史中最強的五位勇者之一。
拯救伊克斯佛利亞後，拒絕眾神成為男神的邀請，同時以話術誘導創世之神同意若再被招喚時可以保留一切記憶。被創造之神強制送回日本後，24小時都穿著防彈背心與防砍衣，靜靜等待下一次召喚。
統一神界被暴虐之神梅爾賽斯攻陷後，三千世界發生扭曲，統一神界及眾神都消失，唯有從人類轉世為神明的莉絲妲黛與劍神賽爾瑟烏斯倖存，莉絲妲黛再度招喚聖哉拯救世界。
接下拯救世界的任務後，經與冥界之王哈提艾斯確認扭曲的世界不過是幻影、世界攻略成功後一切都不會有影響，進而對扭曲的蓋亞布蘭德中的一切人事物都極盡所能的利用（如：不再以保護平民為優先、利用羅扎莉探敵與誘敵、洗腦平民當肉盾等），但之後經過馬修、艾魯魯兩人的靈魂告知，得知扭曲世界發生的一切仍會對靈魂產生影響，聖哉罕見地滿懷愧疚之心低頭致歉。
莉絲妲黛（Ristarte）　聲：豐崎愛生
本作女主角。“治癒之女神”，成為神後的100年間拯救過5個世界，在統一神界中仍算新手女神。希望通过拯救難度S的世界——蓋亞布蘭德的任务，一口气晋升到上级女神，看中基础能力值非常高的圣哉而將其召喚。渴望谈一场勇者和女神之间禁忌的恋爱，但卻少看了最后一行性格描述，而在實際與他相處時被他的個性所折磨。一开始自恃自己是女神即所谓的“好女人”，完美女性的人设，但反被对方视作怪人在那以后總是被他耍得團團轉。
因为是神灵所以不会死亡，死亡後直接送回统一神界。因“神界特别处置法”，在人界無法展現全部神力，能給聖哉的輔助僅有與下級藥草相當的治癒能力，因此被圣哉叫做「藥草女」。平时隐藏起双翼但解禁后飞行速度远远不如圣哉自己飞，因此又被叫做“汽球女”。
当瓦尔丘雷向圣哉传授破坏能量的仪式进行到一半时闯入，然后带走圣哉回盖亚布兰德世界。临出发去魔王城前，用一大堆自己的头发做了莉丝妲黛毛人偶来保佑圣哉。
在统一神界，被叫到收藏本魂的房间以及告知了关于100年前自己和圣哉的秘密后，虽然没有完全的印象但还是感到悲伤于是下定决心，不惜打破神界规定直接开门传移到魔王城最后的房间，与马修和艾露露一起来到圣哉的身边。对决魔王中，不停为圣哉传送治愈之力支撑着打开天狱门，但最终还是因不够支付开启第二术式代价的反作用见证圣哉的死亡。
回到统一神界后，接受大女神伊希丝塔召见自愿接受至奥神界下达的惩罚——那就是必须前往莉丝妲黛原出生而且拯救失敗的原B級、現遭到魔王征服而化為魔界的世界伊克斯佛利亞。在此之上加上治愈能力被封印，失败的话就要被永久剥夺女神称号严峻条件，不过伊希丝塔特例让她再召唤一次龙宫院圣哉这位拥有“难以置信慎重性格”的勇者并安排再见来完成此次任务。
真實身分為100年前阿麗雅朵亞前往拯救的世界——伊克斯佛利亞中一個大國的狄安娜公主，聖哉討伐魔王時中途加入成為隊伍中的治疗人员，當時也是聖哉的戀人。在上個世界最終討伐魔王戰時因聖哉當時大意的性格沒前往賢者之村打聽魔王的情報，導致其與腹中的孩子雙雙遭到魔王殺害，队伍全员阵亡。死后，因阿丽雅强烈的愿望和狄安娜公主生前的善行才得以转生为女神。
之後為了討伐伊克斯佛利亞的「怨皇」瑟蕾莫妮可，不顧聖哉的反對而私下找金神巴爾祖魯修練反詛咒秘法，但對方是個金光黨，使她花盡了家產買了一堆防詛咒道具。

### 統一神界
阿麗雅朵亞（Ariadoa）　聲：山村響
資深女神，莉絲妲黛的前輩。“封印的女神”，擁有能發覺他人隱藏的潛力的能力。因为犯错而目前被禁足。胸围让莉丝妲黛羡慕，目测有G罩杯。
曾經拯救300個世界，唯獨1個世界——伊克斯佛利亞沒能拯救。100年前曾召喚過聖哉拯救当时難度B級的伊克斯佛利亞，本來替他的個性感到苦惱，但因其戰鬥才能讓周遭的人們認為一切都能夠解決，因此疏忽了而沒有打聽魔王情報，造成隊伍中所有成員遭到魔王虐殺。在圣哉找蜜缇丝训练时，发现马修和艾露露有着被封印的潜质于是帮助他们解开限制修行，提升实力。
伊希絲塔（Ishtar）　聲：潘惠子
大女神，一位在壁炉旁编织的慈祥老奶奶，對於莉絲妲黛而言是類似於母親般的存在，莉丝妲黛的目标。在統一神界中的地位僅次於至深神界的眾神。具有預知能力與千里眼，可看見甚至預言其他世界正在發生的事，並多次幫助、引導莉絲妲黛。100年前見過聖哉，也知道他跟莉絲妲黛的關係。
赛尔修斯（Cerceus）　聲：斧笃
剑神，肌肉发达的男性。被阿丽亚拜托协助圣哉修炼。但被变得比他還强幾倍的圣哉造成心理创伤，開始讨厌剑，跑去學習做料理(譬如蛋糕之類的)，但看到聖哉要求的訓練對象變成馬修後，看到對方能力比自己低後馬上態度大轉變，從這之後被莉絲妲黛低眼相看。曾經也是人類，後來轉世為神，並沒有過去人類的記憶。
瓦爾丘雷（Valkyrie）　聲：菲魯茲·藍
破壞女神。穿著曝露，重要部位也僅只有數條鐵鍊纏著，擁有六塊肌，堪稱是神界最強的女神。不是人類可隨便比武練習的對象，甚至可能會被其殺死，因為聖哉感覺到其身上的一股強大的力量，想試圖與其比武，被聖哉叫成"暴露狂"般的挑釁態度給惹怒，幸好在莉絲妲黛和阿麗雅朵亞的幫助下息怒離去。之後在蓋亞布蘭德的奇爾卡布召喚的死神攻入統一神界的時候，画画到一半被死神打断，經由龍宮院聖哉的誘導而和其對戰，藉由伊希絲塔允许通過「神界特別處置法」解放自身被壓抑住的神力使所有的數值全部超越極限值（到这里圣哉认为神就应该拥有超越人类认知的力量一样），並使用特技『破壞術式』的技能“天獄門”（施展此術式的缺點是需要以施術者的生命力承受反作用，是足以讓人類喪命的危險技能）將死神完全擊敗。按她想法，她其实是为了享受这招式的反作用才特意发动的。之后见识了龍宮院聖哉用剑指着要求修炼的決心感動，傳授破壞術式的技能“天獄門”給龍宮院聖哉，非常欣賞龍宮院聖哉，认为他是一个好男人，喜歡聖哉。
喜歡揉女神的胸部。興趣是畫畫，但莉絲妲黛表示其畫畫技術糟到「像是幼稚園小孩用非慣用手，在睡著時畫出來的」，除此之外還是一個被虐狂（抖M），會因為受到強大的傷害而感到舒服。
雅黛涅拉（Adenela）　聲：井澤詩織
軍神，武藝方面比赛尔修斯更高位的女神。性格詭異又神秘，常發出奇怪的笑聲，但動作很迅速，教會了聖哉超越人類極限的神速絕技“連擊劍”，在與聖哉比武練習的途中喜歡上了聖哉，進而整個人性格大轉變，並向聖哉告白，最後被聖哉的言語重傷後才變回原本的性格，並且因為告白失敗開始爆走到處亂揮劍。变回原样後，莉丝妲黛因为有些担心而去探望她，结果被她跟踪並見到了圣哉，无法原谅圣哉而打算使出“连击剑”对付圣哉，最后被圣哉的摸头杀收服而原谅他。聖哉等人被死神追殺時，被聖哉叫來對付死神，並且使出“真·連擊劍”將死神斬成碎片，但對死神沒有作用，最後被死神打敗，直到瓦爾丘雷出手後才解決事件。
至今依舊對聖哉保持單戀，只要聖哉一回神界就會立刻去找他。
蜜緹絲（Mitis）　聲：三石琴乃
弓之女神，住在「神綠之森」裡。擅長射箭，在聖哉為了對付巨大蒼蠅而向她請教後傳授其射箭技術。最高的技术可以到“七连射”（后来圣哉也做到和再进化）。
外表看起來很端莊穩重，但其實很淫蕩，總是用肉體把受召喚的勇者「吃乾抹淨」，难缠程度堪比魔王军。因此才被伊希絲塔趕進森林裡，在教導聖哉的前3天一直壓抑自己，最後一天才對聖哉以考试為由要求他连射落全裸倒挂的女神，之後更是袭击同莉絲妲黛趕至的馬修，但被聖哉射出一箭射中頭部後，再以“辉弓三连射”射中双眼和嘴，最后被以“辉弓五连射”固定四肢和心臟而阻止。
第二部劇情中，因長期的禁慾而使她的性慾進一步進化，對象就算是女性也可以，莉絲妲黛因而差點失身，但也吃了對方的詛咒反擊後差點變成大光頭，而不敢再對其下手。
赫絲緹卡（Hestiaca）　聲：渡部紗弓
火之女神。拥有一头美丽红发，肩膀上养着一只红色鹦鹉，擅長操縱火焰魔法。受莉丝妲黛請求帮忙锻炼艾露露，但是训练毫無成果，向莉絲妲表明艾露露没有火焰魔法資質。
厨房神（聲：野坂尚也）
弗拉拉（聲：七瀨彩夏）
風之女神。嘗試擋下闖入統一神界的死神，但被打倒。在第二部故事中參與了聖哉的修行。
奇歐魯涅（聲：長谷川育美）
冰之女神。嘗試擋下闖入統一神界的死神，但被打倒。
歐蘭德（聲：古賀明）
雷神。嘗試擋下闖入統一神界的死神，但被打倒。在第二部故事中參與了聖哉的修行。
阿爾克斯（聲：綿貫龍之介）
拳神。嘗試擋下闖入統一神界的死神，但被打倒。在第二部故事中參與了聖哉的修行。
凱伯諾（聲：村上裕哉）
相撲神。嘗試擋下闖入統一神界的死神，但被打飛。
梅爾賽斯
暴虐之神。僅在傳說中出現，為不存在的神明，最後成為了「邪神」。
曾一度引發過「第一次神界戰爭」，慘遭失敗後被統一神界放逐，被處以「墮天」之刑，流放至異世界，僅剩精神體，因而無法干涉一切物理運作。
為了再次進攻統一神界，於是穿越時空誘導每個異世界的魔王們，並誘使統一神界派勇者前去討伐魔王，並與他們訂下契約，藉由魔王的死亡，制定的契約會將魔王的力量全數被她所吸收，進而毀滅諸多異世界，為聖哉的最終死敵。
知道統一神界運作背後的真相，也是促使她要引發戰爭的原因，在魔王勇者的遊戲中，看上了聖哉，想邀請他與莉絲妲黛加入自己的陣營，但遭拒絕，於是將聖哉兩人放置一旁，長揚而去。

### 蓋亞布蘭德
在被魔王军已经侵略超过7成地区的“盖亚布兰德”，其他王国都已经被破坏殆尽，现只剩下小小的村落和罗兹加尔多帝国没被占领。

#### 勇者的同伴
馬修（Mash）　聲：河西健吾
繼承龍族血脈的勇者同伴。為討伐魔王這目標而與聖哉等人成為同伴，見到聖哉強大的實力後拜他為師，稱聖哉為師父，實際上是幫聖哉搬運行李的其中一人。在龍之故鄉習得了神龍化的能力，在剑神赛尔修斯训练下学会部分神龙化。在解決四天王以及魔王之後的蓋亞布蘭德裡，聖哉向其表示已經可以被稱為最強的頂點之一，選擇留在帝國作為騎士努力。
在扭曲蓋亞布蘭德的時間線中，手持聖劍「伊古扎席恩」將魔王傑諾斯羅德斬殺，並則取代其地位，打算報復世界，而率領龍人們不斷殘殺人類與惡魔，成為蓋亞布蘭德新的威脅，擊敗幻惑的邪神瑪利歐涅達之後，被聖哉殺死，扭曲蓋亞布蘭德從此恢復原狀。
艾露露（Elulu）　聲：古賀葵
繼承龍族血脈的魔法使。马修的青梅竹马，與馬修同樣，是幫聖哉搬運行李的其中一人。在龍之故鄉本來要作為聖劍“伊古扎席恩”而犧牲，但因聖哉不滿自己隊伍的成員突然死去而在其幫助下成功活命，因圣哉秒学会火焰弓而大受打击，被阿麗雅朵莉發現其擁有非常強大的輔助魔法使的資質，修炼后学会「加速」和「延迟」的辅助魔法。在聖哉拯救了蓋亞布蘭德後留在帝國與馬修一同努力。
在扭曲蓋亞布蘭德的時間線中，為馬修犧牲成為聖劍「伊古扎席恩」，其存在意義被馬修等龍人族供奉為神明「聖天使」，成立聖天使教，其教義為將人類、惡魔滅絕，淨化世界。事實上是幻惑的邪神瑪利歐涅達，趁艾露露變成「伊古扎席恩」之後取代她，不過被聖哉用淨化光輝檻（Cage To Purge）和永續反射貫光（Lasting Ray）擊敗。

#### 罗兹加尔多帝国
罗莎莉·羅茲加爾多（聲：花守由美里）
現任王位继承者，帝国女骑士，奥尔加要塞据点的守备队长，战帝的女儿。性格和圣哉相反，在毫无胜算时不考虑后果就往前衝。固有技能是『光之守护』。龇牙生气的样子被圣哉取笑像一只小狗，最后被圣哉救了也不感谢以及不承认圣哉的勇者身份，不过临走前还是告诉了圣哉他们伊雷扎村祠堂供奉的“传说之铠”的情报。
原先敬愛父親却在其战败死前，不承认出卖灵魂给魔王变成“帝国之耻”这样的人是自己的父亲不愿意上去安慰，受到了聖哉的斥責和提醒才放下隔閡，敢于面对父亲以及见证父亲最後一程。在父親死後继承王位成为女王，並承認了聖哉的勇者身分。
沃爾克斯·羅茲加爾多（聲：金尾哲夫、木村珠莉（幼兒化）、小野友樹（魔人化））
罗兹加尔多帝国的皇帝，盖亚布兰德最强的战士，被稱為「戰帝」，已经是一位八十多岁的高龄老人。固有技能是『光之守护』，拥有攻击力进化的特殊能力。知道女神长生和勇者可以再复活的秘密。
多年前在前往魔王根據地打倒魔王途中，见识了魔王的强大而且被其看穿内心的嫉妒和软弱，感觉到自己在其面前如同婴儿般弱小——幼儿化的诅咒由此产生，最终堕落成为魔王的崇拜者。后被魔王赠予用魔导具『连锁魂破坏』（不仅能杀死作为分身的女神和勇者还会把伤害传递到保存他们本体灵魂的房间，彻底破坏他们的灵魂因而不能再召唤复活的恐怖武器）制成的弒神武器「𥲑神之劍」去杀死救世女神莉丝妲黛和召唤勇者圣哉，及能把人類轉變成魔物「魔神靈珠」。本打算单独约见女神，调离勇者同伴身边使用𥲑神之劍只差一步就可以殺死莉絲妲黛，但因聖哉超乎常人的慎重折回而失敗，轉而对战聖哉。对战中，服用魔神靈珠恢复了年轻成为魔人，特殊技能增加『暗之守护』。聖哉即使已经施加艾露露加速魔法还是被其砍下一条手臂，但之后通过『等价伤害』返还伤害也令对方也掉落一只手臂，战斗结果由圣哉赢得胜利。最後本人以出现幼兒化的副作用变回原样，向莉丝妲黛乞求治疗但还是因傷重而亡。女儿罗莎莉继位女王后，向外宣告因衰老去世。
卡尔洛（聲：石住昭彦）
帝国老兵。
巴特（聲：杉崎亮）
罗莎莉的部下。
弗拉茨卡（聲：ロア健治）
照顾幼儿化的战帝的神官。

#### 龙之故乡
位于遥远的西之岸的龙人族的故乡，那里都是蜥蜴模样的龙人。马修和艾露露的真正的故乡，像他们这样以人类模样诞生的是特殊使命的个体。
莉維叶（聲：勝生真沙子）
龍王母，統治龙之故乡的女王同時也是母親，可以神龍化，巨大化成一條具备坚硬鳞片會飛的龍。传授马修「神龙化」技巧提升了力量。
表面仁义，实质个性狡猾，在仪式前宴会里安排往酒水和饼干里下麻药给聖哉一行人服下。为了让艾露露完成仪式，赠送诅咒的项链让她不能临阵退缩，甚至连祭品是生是死都不管。被圣哉骂作“蜥蜴老太婆”。發動神龍化來對付聖哉，而圣哉配合加速用的果实和事先准备好的另一把屠龙剑以双刀流对抗之"嘆息之壁"慢慢把她往後打退到奈落口，其解除"嘆息之壁"後，對聖哉發動"火焰龍息"，可惜被"雙刀流裂空斬"反彈後準備被打入奈落裡之時，想利用翅膀飛開，但翅膀早已殘破不堪，最後掉入奈落裡丧命同时解除了艾露露的危险。以后自身龙血经奈落深渊的魔法阵吸收变成一把魔法剑，最后加上艾露露的血被圣哉合成「铂金剑改」。
拉戈斯（聲：佐原誠）
引路人。在传送魔法阵另一边等待勇者一行人传送过来，但是个性慎重的圣哉先把一条壁虎传送过去。因莉維叶被打倒，龙之故乡失去龙女王，圣哉却说这是「双赢」因为龙女王已经成为打倒魔王的“伊古扎席恩”一部分（真实情况是他所合成的只是平常使用的「白金之劍·改」），世界将获得拯救而蒙在鼓里。
龙人族儿童（声：森千早都、遠野光）
在宴会中给勇者一行人吃含麻痹药的饼干。因为圣哉觉得蜥蜴做的食物太过恶心无法吞下，而失败。

#### 魔王軍（蓋亞布蘭德）
傑諾斯羅德（聲：藤原啟治）
蓋亞布蘭德的魔王。其名字一直到被消灭為止都尚未提及，一直到圣哉等人再次回到蓋亞布蘭德世界時才首次得知。
透过杀死无数神官获得负能量，得到的可通过破坏伪魂连锁破坏主魂的武器“连锁魂破坏”，不仅诱惑了战帝更进一步的在魔王城中展开了“连锁魂破坏陣”企图殺神。与圣哉在魔王城最后的房间展开拼死厮杀，被圣哉使用天狱门关住后，血肉被损坏只剩骨头之际强行打开了天狱门，对着圣哉使出威力足可将世界毁灭兩次的「暗黑回归点」 打算同归于尽，但圣哉以通过固定魔王的针学会合成「不存在此世的冥界之剑」施展「冥王贯通击」反击，同时被圣哉施放的第二天狱门（Valhalla Gate·Another）连同第一道天狱门连带吞噬彻底消灭。
在扭曲蓋亞布蘭德的時間線中，被持有聖劍「伊古扎席恩」的馬修斬殺；馬修則取代其地位，率領龍人們不斷殘殺人類與惡魔，成為蓋亞布蘭德新的威脅。
伊雷札·凱傑爾（聲：土田大）
魔王軍四天王之一，為四天王中最強者，圣哉一行人至今碰到仅次于死神最强的敌人。頭上有長角、六只手臂的阿修羅外觀的全身漆黑惡魔。
率领魔物大军准备攻打奥尔菲城下，对出面应战的战帝使出特技六道魔导剑，能力值本应高于战帝的伊雷札却不料战帝拥有攻击力进化的能力，而在战斗中进化超越了伊雷札的攻击力，致使伊雷札亡于战帝的爆碎圣剑。動畫版改為戰帝直接使用圣道光剑擊敗伊雷札，用爆碎圣剑清理剩余杂兵。
奇爾卡布爾（聲：上別府仁資）
魔王軍四天王之一兼参謀，橘色毛发的矮人种族魔物召唤师。一家三口住在伊雷扎村，经营着道具店。
召唤了“金刚神龟”并消灭了伊雷扎村，目的是在勇者一行人回归以前破坏和“金刚斩剑”媲美的最坚硬的“传说之铠”。接着，不仅利用自己妻兒的尸首和伊雷扎村村民的生命还搭上自己的性命作為代價成功召喚出超越概念的死神“克羅斯德·塔納托斯”（クロスド·タナトゥス）——白布褂的持十字架的死神。能力值是一堆乱码，实力强大，罕有地令圣哉受伤HP减少，被迫撤退。不僅物理、魔法、幻术攻擊皆對其無效，即使被切碎了数量还会变多。然后甚至直接突破次元闖入統一神界去追杀龙宫院圣哉一行人，打倒了众多神明连军神雅黛涅拉也不是对手，最終被龍宮院聖哉誘導而與最強女神瓦爾丘雷一戰，被瓦爾丘雷以“天獄門”消滅。
死亡馬古拉（聲：上田祐司）
魔王軍四天王之一，擅長改造怪物，骷髅头上長有三隻眼的不死族。原本计划率领不死族行军侵略人类城镇，但不死族大军被圣哉在修炼后学会的召唤陨石魔法一举全部歼灭，他自己本人因不在其中而躲过一劫。
之后抓走了馬修作为人质並折磨他，又將魔王的力量所造的鏡子送到聖哉等人面前，打算在聖哉面前殺死馬修，但被聖哉使用能斬獵空間的「次原裂空斬」斬斷其手，争取了少许时间与莉丝妲返回统一神界，藉由伊希丝塔特地开门抵达马修所在的密室成功在其手上救出马修。後將自己反覆的實驗創造的最強火屬性怪物“達克法拉斯”（音譯黑色火焰，外观仿佛黑色的幽灵生物）對付聖哉，沒料到聖哉先利用打擊系的技能對達克法拉斯擊出震動波，最後一擊「鳳凰貫通擊」將其完全擊碎，最後束手無策之下被聖哉收拾掉。
凱歐斯·馬琪娜（聲：高橋智秋）
魔王軍四天王之一，巨乳的陰沈女獸人。
被魔王派往起始城镇意圖解決剛誕生勇者，杀害起始城镇的居民性命作胁要求勇者聖哉露面。使用「魔神咒殺劍」顯出自身的真正面貌——黑山羊外观的强壮恶魔。在使出殺著「魔神滅殺拳」前，被聖哉一擊「鳳凰炎舞」打成焦炭。但是聖哉因為謹慎過度的個性，認為只要有一個細胞殘留就有可能重生，而將其殘骸焦炭掃作一堆後狂放大招技能，連帶城鎮一起全部燒毀。
貝爾·卜普（聲：山本兼平）
魔王軍奇袭部队，四天王候補，自身敏捷高得异常。苍蝇人。
率领着一大群巨大苍蝇，与罗兹加尔多帝国军队对峙并筑起巢穴，等待着勇者一行人出现。喜欢看“倒地烟花”——把人类从高空倒立坠落后脑袋和内脏爆裂，在地面上体液四溅的光景。与圣哉在云上对决，掳走罗莎莉但最终败于圣哉进化以后的连射技而亡。至于手下巨大苍蝇们全被圣哉射杀，然后被充当“人型扫帚”马修全部收集一併火化一空。

### 伊克斯佛利亞

#### 勇者的同伴
姜德
舊塔瑪因王國的男性將軍。在塔瑪因王國遭魔王軍毀滅後被獸人變成了不死者並用做獸皇隊入隊測試的守關者，在塔瑪因被解放後加入聖哉的隊伍。持有技能“腐敗体再生”
在最終的魔王戰時，從魔王阿爾特麥歐斯口中得知莉絲妲黛是從緹雅娜公主轉生而成的女神。
殺子
帶有感情的殺人機器，是機皇歐克賽利歐創造出的殺人機器中的一員，性格是溫柔。
在聖哉進行殺人機器的研究時因怪異的舉動而被隔離保護，之後加入聖哉的隊伍。實際上是莉絲妲黛（緹雅娜公主）腹中的孩子靈魂。

#### 賈爾巴諾
在這個被魔王攻略的世界裡，作為出產、銷售溫順奴隸的地方，人類得以生活的比較像樣，但也僅僅是免於當玩物或食物的程度。
艾希
土魔法使，在賈爾巴諾地下建立地下城「希望之燈火」，使一部分人類免於受魔王軍統治。柯爾特的妹妹。
路克
神父，引導聖哉與莉絲妲黛進入「希望之燈火」。
布拉特
「希望之燈火」首領。
恩佐
洗禮者，可幫人更換職業。
柯爾特（聲：小林千晃）
是100年前阿麗雅朵亞前往拯救的世界－－伊克斯佛利亞（當時）中是聖哉一行人的夥伴，是隊伍中的魔法師，最終討伐魔王戰時因聖哉當時大意的性格沒前往賢者之村打聽魔王的情報，而最先遭到魔王殺害。艾希的哥哥。

#### 塔瑪因
卡蜜拉
舊塔瑪因王國的皇后，緹雅娜公主的母親。王族殘留的最後一人，被葛蘭多雷翁關押並拷問，但因為失去痛覺在一年內連一滴眼淚都沒滴過。直到緹雅娜送給她的玩偶被發現並被破壞後，才流下了眼淚，在即將被處決時被受莉絲妲黛拜託的聖哉所救。
故事的最後有暗示她早已察覺莉絲妲黛是自己的女兒轉世，但沒有表明，默默地替莉絲妲黛和聖哉祈禱著。

#### 魔王軍（伊克斯佛利亞）
布諾蓋歐斯
賈爾巴諾地區的首領，葛蘭多雷翁的部下，豬頭型獸人，能力值超過蓋亞布蘭德中的戰帝魔人化。持有帶著“連鎖魂破壞”的武器「神裂戰斧（ゴッド・チョッパー）」，性格是易怒。
最後在被聖哉打至瀕死時意圖發動“魔獸生態變異”扭轉戰況，但招式卻遭到封殺，在束手無策的情況下被聖哉收拾掉。
葛蘭多雷翁
魔王軍四皇之一，獸皇，獅子型獸人。能力值平均超過80萬，凌駕於魔王阿爾特麥歐斯之上甚至接近軍神雅黛涅拉解放神力後的能力，發動“魔獸生態變異”後甚至可達到超過百萬的攻擊力。同樣持有“連鎖魂破壞”，特技是「漆黒殺爪（ジェットブラック・ネイル）」。
在魔王征服世界後仍然不斷招募精銳獸人組成獸皇隊，意圖推翻並殺死阿爾特麥歐斯，成為伊克斯佛利亞真正的統治者；在與聖哉激戰後深知自己戰敗，在瀕死時打算殺死莉絲妲黛同歸於盡，不料遭藏在莉絲妲黛身上的土蛇纏住脖子，最後被土蛇活活勒死。
歐克賽利歐
魔王軍四皇之一，機皇，也是殺子的創造者，被殺子稱呼為「父親」。巨大化後變為全長達50公尺的殺人機器，擁有超過300萬的HP，擁有“連鎖魂破壞”並持有技能「魂魄破壞光線（ＣＨ・レーザー）」與自爆技能「完全誘爆破壊（オール・ディストラクション）」，他同時具有跟所有製造出來的魔導兵器能共享知覺。
以數千隻的殺人機器不斷試探聖哉所創造的堡壘及魔巨像的弱點後，率領上萬大軍包圍城池，但這一切都是聖哉精心佈下的陷阱，導致他的大軍被全數摧毀後實行巨大化，準備與聖哉決一死戰，但最終不敵聖哉所秘藏的最終魔巨像兵器「大妲黛」，想拉著聖哉一起自爆陪葬卻被聖哉反過來消滅。
瑟蕾莫妮可
魔王軍四皇之一，怨皇，外表是長著兩顆頭的女性。
原先是有著三個頭的三姊妹，名字分別是瑟蕾娜、莫妮卡和夏娜可，在攻擊聖哉前兩人將么妹殺害後吞食，成為了現在的模樣，只要有一顆頭由自己殺死就會得到階段性的進化，因殺死了夏娜可而獲得技能「無聲縮地（ステルス・ステップ）」能夠瞬間移動到視野所及之處，後期莫妮卡殺死了瑟蕾娜後，更能使用可通過視線進行轉移的「次元間縮地（ディメンション・ステップ）」，但最後還是不敵聖哉的地下魔宮所設的各種殘酷陷阱累積的傷害，還中計被誘入「怨念屏蔽室（Proxy Room）」後不敵內部的數萬種兇惡機關而死。臨死前對莉絲妲黛發動詛咒技能「憎惡血妹」，導致莉絲妲黛差點死亡，最後在莉絲妲黛的除咒秘術下，肉身無法復活。
然而她死後，她的靈魂因為邪神之力的加護而已經接近於死神，是無法被殺死的存在，但因聖哉習得了「六芒星秘儀」，能確實切斷邪神加護之故，徹底將她的詛咒靈魂完全消滅。
阿爾特麥歐斯（聲：青山穰）
伊克斯佛利亞的魔王，神皇。在原B级世界里外形像山椒鱼的魔王。第一次HP归零后会出现第二条命，因而有机会反杀MP归零的勇者一行人。不仅先吃掉柯尔特再生，后再吞噬女神阿丽雅朵亚完全恢复。最後將狄安娜的雙眼挖出準備凌虐時，发现狄安娜肚中怀有生命后，活生生從其肚子中抽取孩子与母亲一起虐杀，故意不殺聖哉讓他觀看整個流程後，放任聖哉失血過多而死。
现已因得到杀死勇者的力量进一步魔王化，把整个伊克斯佛利亚魔化成SS拯救难度的世界。
魔王化之後消聲隱跡了一年之久，創造了魔王軍四大皇帝替他南征北討，與邪神訂下契約，直至聖哉在最終戰之前完全覺醒後，不再是怪物的身體，而是似乎具有知性的人型狀態，甚至為了超越邪神，而從獻祭給邪神的生命中獲得神之力，成為與神界的眾神一樣的「真正的神」，能用超越至深神界的時間暫停系統「時空超越領域」，且已經不是當時的有兩條命，而是有無盡的生命，自稱「神皇」。
得到強大力量後認定自己不需要部下後，就將魔王軍全數屠滅，與聖哉展開最終的生死決戰，爾後聖哉祭出了回到過去時預先藏在魔王房間的終極弒神武器「莉絲妲超婆之劍」，加上聖哉早已展開的反時間系技能奧義「時空操縱無效領域」，使他完全不敵聖哉，被聖哉打回原形後失去所有力量後，為了保命與反撲，以殺子的性命威脅聖哉，但早已預料一切的聖哉無視威脅，最終慘死在聖哉的劍下。

## 出版書籍

### 輕小說
| 卷數 | KADOKAWA       | KADOKAWA               | 台灣角川       | 台灣角川               |
| 卷數 | 發售日期       | ISBN                   | 發售日期       | ISBN                   |
| ---- | -------------- | ---------------------- | -------------- | ---------------------- |
| 1    | 2017年2月10日  | ISBN 978-4-04-072184-2 | 2019年2月27日  | ISBN 978-957-564-738-4 |
| 2    | 2017年6月9日   | ISBN 978-4-04-072322-8 | 2019年5月22日  | ISBN 978-957-564-930-2 |
| 3    | 2017年11月10日 | ISBN 978-4-04-072496-6 | 2019年9月5日   | ISBN 978-957-743-215-5 |
| 4    | 2018年5月10日  | ISBN 978-4-04-072716-5 | 2019年12月16日 | ISBN 978-957-743-446-3 |
| 5    | 2018年11月10日 | ISBN 978-4-04-072956-5 | 2020年5月7日   | ISBN 978-9-57-743758-7 |
| 6    | 2019年10月10日 | ISBN 978-4-04-073349-4 | 2020年8月20日  | ISBN 978-9-57-743934-5 |
| 7    | 2019年12月10日 | ISBN 978-4-04-073417-0 | 2021年2月4日   | ISBN 978-986-524-232-9 |

### 漫畫
| 卷數 | KADOKAWA      | KADOKAWA               |
| 卷數 | 發售日期      | ISBN                   |
| ---- | ------------- | ---------------------- |
| 1    | 2019年5月9日  | ISBN 978-4-04-073152-0 |
| 2    | 2019年10月9日 | ISBN 978-4-04-073355-5 |
| 3    | 2020年9月9日  | ISBN 978-4-04-073798-0 |
| 4    | 2021年6月8日  | ISBN 978-4-04-074118-5 |
| 5    | 2022年3月9日  | ISBN 978-4-04-074462-9 |

## 電視動畫
電視動畫以《慎重勇者～這個勇者明明超TUEEE卻過度謹慎～》為標題，於2019年10月2日起播放。

### 製作人員
- 原作：土日月《這個勇者明明超TUEEE卻過度謹慎》
- 角色原案：豐田瑣織
- 監督：迫井政行
- 系列構成：豬原健太
- 角色設計：戶田麻衣
- 道具設計：戶田麻衣、鈴木典孝、岩畑剛一
- 美術設定：青木薰（美峰）、緒川真美緒、DIGITAL NOISE
- 美術監督：高峰義人（美峰）、宮裡和譽（美峰）
- 色彩設計：佐藤美由紀（Wish）
- 特效監修：谷口久美子（Team Taniguchi）
- 攝影監督：大泉礦（T2studio）
- 2DWORKS：荒木宏文
- 3D監督：板井義隆（Aera Laboratory）
- 編輯：須藤瞳（REAL-T）
- 音響監督：明田川仁
- 音樂：藤澤慶昌
- 音樂製作：KADOKAWA
- 動畫製作：WHITE FOX
- 製作：慎重勇者製作委員會

### 主題曲
片頭曲「TIT FOR TAT」
作詞、作曲、編曲、主唱：MYTH & ROID
片尾曲「be perfect, plz!」
作詞、作曲、編曲：零，主唱：安月名莉子
插曲（第11集）
作詞、編曲：零，作曲、主唱：安月名莉子

### 各話列表
| 話數   | 日文標題 | 中文標題             | 劇本     | 分鏡     | 演出     | 作畫監督                                                                                                | 改編原作 |
| ------ | -------- | -------------------- | -------- | -------- | -------- | --- | -------- |
| 第1話  |          | 這個勇者過於傲慢     | 豬原健太 | 迫井政行 | 迫井政行 | 戶田麻衣                                                                                                | 第一卷   |
| 第2話  |          | 对新人女神负担太重   | 豬原健太 | 迫井政行 | 迫井政行 | 稻吉智重、平村直紀 兵渡勝、中田正彦                                                                     | 第一卷   |
| 第3話  |          | 這個勇者過於自話自說 | 豬原健太 | 小澤一浩 | 小澤一浩 | 本宮亮介、渡边八惠子 兵渡勝、户田麻衣                                                                   | 第一卷   |
| 第4話  |          | 同伴什麼的過於不需要 | 豬原健太 | 美甘義人 | 美甘義人 | 長田好弘                                                                                                | 第一卷   |
| 第5話  |          | 這位女神過於驚悚     | 豬原健太 | 小澤一浩 | 土屋浩幸 | 岩田景子、平村直紀 稻吉智重、兵渡勝                                                                     | 第一卷   |
| 第6話  |          | 明明是龍王卻過於賴皮 | 豬原健太 | 川村賢一 | 平向智子 | 稻吉智重、中田正彦 兵渡勝、小堺能夫 中村和久、平村直紀 臼田美夫、服部聰志 岡田雅人、户田麻衣            | 第一卷   |
| 第7話  |          | 這女騎士過於像狗     | 豬原健太 | 久保雄介 | 赤井倍人 | 木宮亮介、戶田麻衣 渡邊八惠子、兵渡勝 稻吉智重、小堺能夫 平村直紀、豆塚香 岡田雅人、藤部生馬            | 第二卷   |
| 第8話  |          |                      | 豬原健太 | 迫井政行 | 美甘義人 | 長田好弘、藤岡三德 稻吉智重、臼田美夫 兵渡勝、戶田麻衣                                                  | 第二卷   |
| 第9話  |          | 死神過於無敵         | 豬原健太 | 二宮壮史 | 土屋浩幸 | 中田正彦、木宮亮介 渡邊八惠子、兵渡勝 長田好弘、小堺能夫 岩田景子、岡田雅人 臼田美夫、戶田麻衣          | 第二卷   |
| 第10話 |          | 明明是老人却过于厉害 | 豬原健太 | 川村賢一 | 上田茂   | 中山和子、扇多惠子 阿形大輔、水澤智可 K-PRODUCTION                                                      | 第二卷   |
| 第11話 |          | 這個真相過於沉重     | 豬原健太 | 小澤一浩 | 小澤一浩 | 岩田景子、平村直紀 稲吉智重、兵渡勝 小堺能夫、臼田美夫 長田好弘                                         | 第二卷   |
| 第12話 |          |                      | 豬原健太 | 迫井政行 | 迫井政行 | 中田正彥、木宮亮介 稻吉智重、渡邊八惠子 長田好弘、藤岡三德 兵渡勝、小堺能夫 臼田美夫、平村直紀 戶田麻衣 | 第二卷   |

### 藍光與DVD
| 卷數 | 發售日期      | 收錄話數      | 規格編號   | 規格編號   |
| 卷數 | 發售日期      | 收錄話數      | 藍光版     | DVD版      |
| ---- | ------------- | ------------- | ---------- | ---------- |
| 1    | 2020年1月24日 | 第1話－第4話  | ZMXZ-13621 | ZMBZ-13631 |
| 2    | 2020年2月26日 | 第5話－第8話  | ZMXZ-13622 | ZMBZ-13632 |
| 3    | 2020年3月25日 | 第9話－第12話 | ZMXZ-13623 | ZMBZ-13633 |

## 外部連結
- 原作連載網站（日語）
- 電視動畫《這個勇者明明超TUEEE卻過度謹慎》官方網站（日語）
- 電視動畫《這個勇者明明超TUEEE卻過度謹慎》的X（前Twitter）（日語）